# Hincz Gyula
Hincz Gyula (Budapest, 1904. április 17. – Budapest, 1986. január 26.) Kossuth- és kétszeres Munkácsy Mihály-díjas magyar festő, grafikus és iparművész, érdemes és kiváló művész.

## Életpályája
Hincz Győző (1874–1953) fővárosi számtiszt és Kovács Ágnes (1877–1967) fiaként született. 1922–1929 között Rudnay Gyula és Vaszary János tanítványa volt a Képzőművészeti Főiskolán. Rados Ernő gyűjtő és műkereskedő támogatásával 1926-ban tanulmányúton járt a Velencei Biennálén, illetve Párizsban. Míg előbbin az olasz futuristák és az orosz konstruktivisták műveit tanulmányozhatta, addig Párizsban a Rosenberg-gyűjteményben eredetiben láthatta Pablo Picasso, Georges Braque, Juan Gris kubista alkotásait, illetve Fernand Léger purista és Joan Miró szürrealista műveit. Ekkor ismerte meg André Breton A szürrealizmus első kiáltványa című manifesztumát is.
1928-as berlini tanulmányútján kapcsolatba került a Der Sturm körül csoportosuló expresszionista képzőművészekkel, illetve a Der Sturm főszerkesztőjével, Herwarth Waldennel, aki 1928 év végén Moholy-Nagy László közreműködésének köszönhetően kiállította műveit a Sturm Galériában.
Itthon Kernstok Károly, Galimberti Sándor és Kmetty János festészete állt hozzá közel, 1928-ban az UME, 1929-ben a KUT tagja lett, rendszeresen kiállított velük a Nemzeti Szalonban. 1929-ben Mattis Teutsch Jánossal és Mészáros Lászlóval közös kiállítása nyílt a budapesti Tamás Galériában.
1930–31-ben kilenc hónapot töltött ösztöndíjasként a római Magyar Akadémián. Az 1930-as években rövidebb ideig dolgozott Szentendrén és a Balaton-felvidéken, illetve több csoportos kiállításon szerepelt az Ernst Múzeumban és a Tamás Galériában. 1935-ben készítette első könyvillusztrációit Mécs László Megdicsőülés című művéhez, melyért 1937-ben megkapta a Szinyei Merse Pál Társaság kiváló mestereknek járó Zichy Mihály grafikai díját. Az 1930-as és 1940-es években több színházi díszlet- és plakáttervezői megbízása is volt.
1941–43 között, számos más alkotóhoz hasonlóan, több alkalommal járt Erdélyben a Vallás- és Közoktatásügyi Minisztérium Székelyföldi ösztöndíjprogramjának támogatásával. Az ösztöndíjasok munkáiból először 1943 telén nyílt kiállítás Budapesten a Szépművészeti Múzeumban, majd 1944 év elején a kolozsvári Műcsarnokban.
1946–1949 között az Iparművészeti Főiskola tanára, majd 1958–1963 között igazgatója volt. 1950–1963 között tanított a Képzőművészeti Főiskolán is. A Képzőművészeti Főiskolán számos jeles tanítvány került ki keze alól, köztük Meggyes László festőművész, Gácsi Mihály grafikusművész, Kass János grafikus- és szobrászművész, Reich Károly grafikusművész, Gyémánt László festőművész.

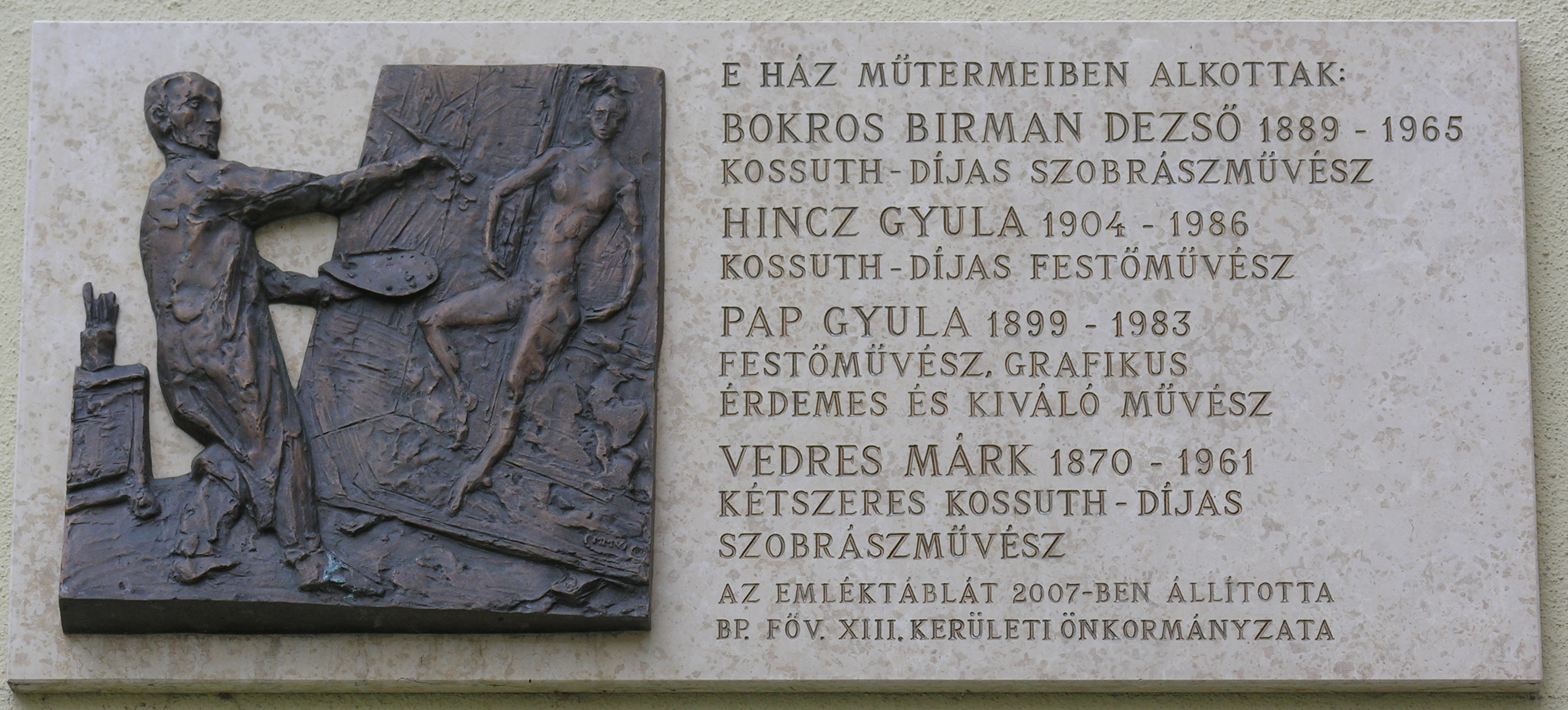
Emléktábla Bokros Birman Dezső, Hincz Gyula, Pap Gyula és Vedres Márk emlékére a 13.kerületben, Budapesten

Az 1950-es évektől gyakori kiállítója volt a Műcsarnokban megrendezésre kerülő Magyar Képzőművészeti Kiállításoknak is, grafikáival, illusztrációival és gobelinjeivel pedig rendszeresen szerepelt a magyar művészetet propagáló nemzetközi csoportos bemutatókon az 1960-as és 1970-es évek folyamán. Rendszeres kiállítója volt a Velencei Biennálé magyar pavilonjának is, csoportos bemutatókon szerepelt 1942-ben, 1958-ban, 1960-ban és 1966-ban, míg 1970-ben Somogyi Józseffel közösen nagyszabású anyaggal képviselte Magyarországot a nemzetközi bemutatón.
1957 októbere és 1958 januárja között ázsiai körúton járt, Phenjan (Észak-Korea) – Hanoi (Vietnam) – Peking (Kína) útvonalon. Itt készült munkáit több önálló kiállításon is bemutatta 1958-ban, egy részüket könyvillusztrációként is felhasználta, míg vietnámi témájú rajzai később gyakran szerepeltek Farkas Aladárral közös hazai és nemzetközi bemutatóin.
Nemcsak festményeket és rézkarcokat, hanem könyvillusztrációkat, szobrokat is készített, valamint murális alkotásokat, köztük üvegmozaikot, kerámiát, gobelint is tervezett. Utóbbiak közül számos alkotás a mai napig eredeti helyén látható, így például Ünneplők című mozaikja (1958) az inotai volt Béke Művelődési Házban (ma: Retro Színház) Várpalotán, Bányász, kohász, gépész című kőgrafikája (1965) a Miskolci Egyetemen, Tudomány című gobelinje (1967) a Debreceni Agrártudományi Egyetem tanácstermében, Harmónia című gobelinje (1968) a budapesti Fészek Művészklubban, Technika és tudomány című ólomüvegablaka (1971) a Budapesti Műszaki Egyetemen, Életfa című mozaikja (1973) a Budapesti Kertészeti Egyetemen, Kompozíció I. című üvemozaikja (1979) a balatonföldvári volt MSZMP üdülő (ma: Riviéra Park Hotel) előcsarnokában, és Tudomány – mikrovilág című ólomüvegablaka (1982) a SOTE Nagyvárad téri elméleti tömbjének aulájában.
Műveinek modellje gyakran felesége, Neufeld Anna (Anci) volt, akivel 1936-ban kötött házasságot. Felesége 1983-ban hunyt el, emlékére alapította a Neufeld Anna Alapítványt Vác városában, melynek célja volt elismerésben részesíteni mindazokat a Pest megyében élőket, akik a képzőművészeti és zenei kultúra fejlesztése terén eredményeket értek el.

## Művészete
Egész életművére jellemző volt a nyitottság új és új művészeti irányzatok befogadására, kipróbálására, de az alapvető optimizmus, a tiszta színek használata, a szépség megragadására, a dekorativitásra való törekvés mindig állandó maradt, talán ezért lett újra kedvelt az ő művészete a 2000-es években is. A legelvontabb témák ábrázolása sem jelentett számára gondot. Nem öregedett bele egyetlen sajátos stílusba, egész életében megőrizte megújulásra való képességét, nemcsak a fejlett világnak tekintett régióra figyelt, megragadta őt az ázsiai országok kalligrafikus művészete és a dél-amerikai festők folklórra építkező színes világa.

Művészetértől 1976-ban az MTV készített portréfilmet, melyben a következőképp fogalmazta meg ars poetikáját:
"Szeretem az életet, az alkotómunkát, a békét, mely gyümölcsöző és termékeny, az embereket, akik azt létrehozzák. Mi egyéb feladatom lenne hát, mint részt venni a nemes küzdelemben egyszerűen úgy, ahogy tudok: ecsettel, vésővel és grafikával."

## Hagyatéka
Hincz Gyula 1980-ban felajánlott 107 alkotást Vác városának. A kollekció sorsáról folyó tárgyalások során megállapodás született, hogy a város a felajánlott művekből állandó kiállítást létesít, és a gyűjtemény kezelését a szentendrei székhelyű Pest Megyei Múzeumok Igazgatóságára (PMMI) bízza. 1986-ban bekövetkezett halála után az örökösök – elsősorban unokaöccse, Hincz Jenő – jóvoltából a kollekció további több száz alkotással bővült, s így ma már mintegy 1700 festményt, egyedi és sokszorosított grafikát, valamint kisplasztikát tartalmaz. A hagyatéki anyagól rendezett kiállítás 1983 és 2006 között a Vak Bottyán (ma Tragor Ignác Múzeum) fenntartásában volt megtekinthető a korábbi váci könyvtár épületéből átalakított Lőwy Sándor (ma Káptalan utcai) múzeumépületben. A gyűjteménynek azonban hamarosan új helyet kell találni, mert egy kormányrendelettel önkényesen elvették az épületet a várostól, és egy fidesz-közeli alapítványnak ajándékozták.
A gyűjteményt 2009-ben a Váci Értéktár vette át és gondozta 2013-ig, immáron új helyszínen, a város főterén álló Pannónia Házban. 2013 és 2016 között az anyagot a váci Madách Imre Művelődési Központ által fenntartott Pannónia Ház Közérdekű Muzeális Kiállítóhely kezelte, mely 2016 óta újfent a váci Tragor Ignác Múzeumhoz tartozik.
Hincz művei számos további nagy közgyűjteményben, illetve magángyűjteményekben is fellelhetők:
- Magyar Nemzeti Galéria, Budapest
- Petőfi Irodalmi Múzeum, Budapest
- Legújabbkori Képzőművészeti Gyűjtemény, Magyar Nemzeti Múzeum, Budapest
- Fővárosi Képtár – Kiscelli Múzeum, Budapest
- Herman Ottó Múzeum, Miskolc
- Szent István Király Múzeum, Székesfehérvár
- Szombathelyi Képtár, Szombathely
- Janus Pannonius Múzeum – Modern Magyar Képtár, Pécs
- Rippl-Rónai Múzeum, Kaposvár
- Déri Múzeum, Debrecen
- Tornyai János Múzeum, Hódmezővásárhely
- Rómer Flóris Művészeti és Történeti Múzeum, Győr
- Munkácsy Mihály Múzeum, Békéscsaba
- Móra Ferenc Múzeum, Szeged
- Thury György Múzeum, Nagykanizsa

## Kiállításai

### Egyéni kiállítások (válogatás)
- 1928 Galerie der Sturm, Berlin
- 1929 Tamás Galéria, Budapest (Mattis Teutsch Jánossal és Mészáros Lászlóval)
- 1938 Ernst Múzeum, Budapest (Domanovszky Endrével és Erdey Dezsővel)
- 1943 Akvarellek és rajzok, Tamás Galéria, Budapest
- 1957 Festmények és grafikák, Pozsony (Holló Lászlóval)
- 1958 Útijegyzetek (Kína, Korea, Vietnam), a KKI Dorottya utcai Kiállítóterme, Budapest ; Thúry György Múzeum, Nagykanizsa ; Medgyessy-terem, Hódmezővásárhely
- 1964 Dürer Terem, Budapest
- 1967 Hincz Gyula illusztrációi, Petőfi Irodalmi Múzeum, Budapest
- 1968 Collegium Hungaricum, Bécs (Somos Miklóssal és Szabó Ivánnal)
- 1968 Galerie de Saxe, Párizs
- 1970 XXXV. Velencei Biennále, Velence (Somogyi Józseffel)
- 1971 Harcolnak az életért: Vietnam, (Farkas Aladár szobrászművésszel), Csók Galéria, Budapest ; Galerie im Turm, Berlin ; Glockenspielpavillon, Drezda
- 1971 Budapesti Történeti Múzeum, Budapest Somogyi Józseffel
- 1976 Csontváry Terem, Budapest (Farkas Aladárral)
- 1978 József Attila Könyvtár Kiállítóterme, Miskolc
- 1980 Vigadó Galéria, Budapest
- 1981 Görög Templom Kiállítótér, Vác
- 1983 Hincz Gyula Állandó Kiállítás, Vác
- 1984 Vigadó Galéria, Budapest
- 1984 Magyar Munkásmozgalmi Múzeum, Budapest
- 2004 Hincz Gyula születésének 100. évfordulója alkalmából rendezett kiállítássorozat Magyar Nemzeti Galéria, Budapest ; BÁV Kortárs Galéria ; FSZEK X. Kerüli Főkönyvtárának Artotéka Galériája
- 2005 Merítés a KUT-ból IX.: Hincz Gyula emlékkiállítás, Haas Galéria, Budapest[15]
- 2006 Egykor és ma: Adorján Attila és Hincz Gyula kiállítása, Görög Templom Kiállítóhely (Tragor Ignác Múzeum), Vác
- 2007 Hincz Gyula művei a két világháború között : válogatás köz- és magángyűjteményekből, Városi Művészeti Múzeum Képtára – Esterházy-palota, Győr
- 2009 Hincz Gyula 36 képét bemutató kiállítás, 20'21 Galéria, Budapest
- 2010 Hincz Gyula elfeledett grafikái, Váci Értéktár
- 2011 Bóbitától a Bibliáig – Hincz Gyula könyvillusztrációi, Váci Értéktár
- 2012 Hincz Gyula: Erdély, Váci Értéktár ; Haáz Rezső Múzeum, Székelyudvarhely
- 2017 Aktok – Hincz Gyula titkos múzsája, BÁV Apszisterem, Budapest
- 2017 Az ezerarcú művész – válogatás a Hincz Gyula hagyatékból, Tragor Ignác Múzeum – Pannónia Ház kiállítóhely, Vác[16]

### Csoportos kiállítások (válogatás)
- 1937 CLXVII. csoportkiállítás, Ernst Múzeum, Budapest
- 1938 LXXXVIII. csoportkiállítás, Nemzeti Szalon, Budapest
- 1938 Mai fiatalok, Tamás Galéria, Budapest
- 1942 XXIII. Velencei Biennálé, Velence (1958, 1960, 1966)
- 1944 "8 festő, 8 szobrász" ötödik kiállítása, Nemzeti Szalon, Budapest
- 1948 Közösségi művészet felé, Magyar Képzőművészek Szakszervezete, Budapest
- 1956 Képzőművészetünk tíz éve, Műcsarnok, Budapest
- 1961 I. Miskolci Országos Grafikai Biennálé, Miskolci Nemzeti Színház
- 1963 II. Miskolci Grafikai Biennálé, Herman Ottó Múzeum, Miskolc
- 1964 Kortárs magyar művészet, Linz ; Graz
- 1964–1965 Magyar grafikai kiállítássorozat, Belgium
- 1964–1965 Grafikai és kisplasztikai kiállítás, Buenos Aires ; Bukarest ; Pozsony ; Helsinki ; Berlin
- 1965 V. Nemzetközi Kortárs Képzőművészeti Kiállítás, Új Delhi, India
- 1965 III. Miskolci Grafikai Biennálé, Miskolci Nemzeti Színház
- 1967 XX. századi magyar művészet, Royal Institute Gallery, London
- 1967–1968 Grafikai és kisplasztikai kiállítás, Varsó ; Schleswig ; Limburg
- 1969 Magyar művészet 1945-1969, Műcsarnok, Budapest ; Kunstforening, Oslo ; Bergen, Norvégia
- 1969 I. Nemzetközi Festészeti Fesztivál, Cagnes-sur-Mer, Franciaország (Bartha Lászlóval)
- 1969 V. Miskolci Grafikai Biennálé, Miskolci Galéria
- 1969 Magyar grafika, Sonnenhalle, Kiel ; Archiginnasio, Bologna
- 1972 Magyar gobelin kiállítás, Prágai Magyar Kulturális Intézet
- 1977 Festészet '77. A Magyar Képzőművészek és Iparművészek Szövetsége Festő Szakosztályának kiállítása, Műcsarnok, Budapest
- 1978 Nemzetközi kiállítás Palesztináért, Bejrút, Libanon
- 1983 A magyar grafika külföldön: Németország 1919-1933, Magyar Nemzeti Galéria, Budapest ; Petőfi Irodalmi Múzeum, Budapest
- 2009 Három generáció mestergrafikusai, Koller Galéria, Budapest[17]
- 2011 Mester és Tanítvány. Válogatás Vaszary János, Hincz Gyula és Reich Károly grafikai hagyatékából, Koller Galéria, Budapest
- 2016 A művészi szolidaritás hálózatai – Történetek és kísértetek a „Nemzetközi kiállítás Palesztináért”, 1978 nyomában, tranzit.hu, Budapest
- 2017 Keretek között – A hatvanas évek művészete Magyarországon (1958-1968), Magyar Nemzeti Galéria, Budapest
- 2018 1971. Párhuzamos különidők, Fővárosi Képtár – Kiscelli Múzeum, Budapest

## Válogatott illusztrált könyvkötetei
- Mécs László: Megdicsőlés. Budapest, 1935.
- Francois Villon Nagy Testámentuma. Singer és Wolfner Irodalmi Intézet, 1940.
- Márai Sándor: Kaland: színmű három felvonásban. Budapest: Singer és Wolfner Irodalmi Intézet, 1940.
- Herczeg Ferenc: Sziriusz: elbeszélés. Budapest: Új Idők, 1943.
- Karinthy Frigyes: Martinovics: versek. Budapest: Új Idők Irodalmi Intézet, 1947
- Anatole France: Jaques Tournebroche, vagyis Nyársforgató Jakab meséi. Békéscsaba: Tevan Kiadó, 1948.
- Mikszáth Kálmán: Különös házasság. Budapest: Szépirodalmi Könyvkiadó, 1953.
- Heltai Jenő: Öt mesejáték. Budapest: Szépirodalmi Könyvkiadó, 1955.
- Weöres Sándor: Bóbita. Budapest: Móra Ferenc Ifjúsági Könyvkiadó, 1955.
- Krúdy Gyula: Valakit elvisz az ördög – és más kisregények. Debrecen: Alföldi Magvető, 1956.
- Louis Aragon: Befejezetlen regény. Budapest: Magyar Helikon, 1958.
- Mao Tse-tung: Le poesie. Milano – Roma: Ed. Avanti, 1959.
- Simon István: A Jangce vitorlái: versek Kínából, Vietnamból és Koreából. Budapest: Magvető, 1959.
- Illés Béla: Kárpáti rapszódia. Budapest: Szépirodalmi Könyvkiadó, 1960.
- József Attila összes versei. Budapest: Szépirodalmi Könyvkiadó, 1962.
- Morus Tamás: Utópia. Budapest: Magyar Helikon, 1963.
- Louis Aragon: Válogatott versek. Budapest: Európa, 1964.
- Toll és ecset. Klasszikus magyar költők versei Hincz Gyula rajzaival. Budapest: Kozmosz Könyvek, 1965.
- Voltaire: Candide avagy az optimizmus, Gyergyai Albert fordításában. Magyar Helikon, 1966.
- Karinthy Frigyes: Följelentem az emberiséget 1-2. Budapest: Szépirodalmi Könyvkiadó, 1967.
- Lev Tolsztoj: Polikuska: Hincz Gyula rajzaival. (elbeszélés, fordította Szőllősy Klára) Budapest: Szépirodalmi Könyvkiadó, 1968. (Képes Regénytár sorozat)
- Heltai Jenő: A néma levente. Budapest: Szépirodalmi Könyvkiadó, 1968.
- Jonathan Swift: Gulliver utazásai. Budapest: Magyar Helikon, 1968.
- Györe Imre: Orfeo szerelme. Budapest: Magvető Könyvkiadó, 1969.
- Weöres Sándor: Zimzizim. Budapest: Móra Ferenc Ifjúsági Könyvkiadó, 1969.
- Móricz Zsigmond: A török és a tehenek. Budapest: Móra Ferenc Ifjúsági Könyvkiadó, 1970.
- Ladányi Mihály: Kedvesebb hazát. Budapest: Magvető Könyvkiadó, 1971
- Bóbita álmos. Budapest: Móra Ferenc Ifjúsági Könyvkiadó, 1971.
- Weöres Sándor: Ha a világ rigó lenne. Budapest: Móra Ferenc Ifjúsági Könyvkiadó, 1973.
- Pablo Neruda: Óda a költészethez. Budapest: Magyar Helikon, 1977.

## Díjai, elismerései
- Zichy Mihály grafikai díj (1937) Mécs László: Megdicsőülés című könyvének illusztrációiért
- Beczkói Biró Henrik-díj (1938)
- Székelyföldi ösztöndíj (1941, 1942, 1943)
- Az éve legszebb könyve díj (1948) és Magyar Művészeti Tanács nívódíja (1948) Anatole France: Nyársforgató Jakab meséinek illusztrációiért
- Munkácsy Mihály-díj (1952) II.fokozat, Petőfi versel Bemnek című történelmi kompozíciójáért
- Munkácsy Mihály-díj (1957) I. fokozat, Béke című gobelinjéért
- Kossuth-díj (1958)
- Miskolci Grafikai Biennálé nagydíja (1961)
- Érdemes művész (1964)
- Kiváló művész (1968)
- Magyar Népköztársaság Zászlórendje (1974)
- SZOT-díj (1982)